# Thurey-le-Mont
Thurey-le-Mont – miejscowość i gmina we Francji, w regionie Burgundia-Franche-Comté, w departamencie Doubs.
Według danych na rok 1990 gminę zamieszkiwało 100 osób, a gęstość zaludnienia wynosiła 21 osób/km² (wśród 1786 gmin Franche-Comté Thurey-le-Mont plasuje się na 643. miejscu pod względem liczby ludności, natomiast pod względem powierzchni na miejscu 824.).